# Las Calzadas
Las Calzadas är en ort i Mexiko.   Den ligger i kommunen Cárdenas och delstaten Tabasco, i den sydöstra delen av landet, 600 km öster om huvudstaden Mexico City. Las Calzadas ligger 15 meter över havet och antalet invånare är 278.
Terrängen runt Las Calzadas är mycket platt. Runt Las Calzadas är det ganska tätbefolkat, med 129 invånare per kvadratkilometer. Närmaste större samhälle är Zapotal 5ta. Sección, 12,3 km söder om Las Calzadas. Trakten runt Las Calzadas består till största delen av jordbruksmark.